# Ilario Di Buò
Pour les articles homonymes, voir Buo.
Ilario Di Buò (né le 13 décembre 1956 à Trieste, dans le Frioul-Vénétie Julienne) est un archer italien.

## Palmarès
- Jeux olympiques
  -  Médaille d'argent en équipe aux Jeux olympiques d'été de 2000 à Sydney.
  -  Médaille d'argent en équipe aux Jeux olympiques d'été de 2008 à Beijing.

- Championnats du monde
  -  Médaille d'argent en équipe aux Championnats du monde de tir à l'arc 2001 à Beijing.
  -  Médaille d'argent en équipe aux Championnats du monde de tir à l'arc 2003 à New York.

- Championnats d'Europe
  -    Médaille d'argent en individuel aux Championnats d'Europe de tir à l'arc 1990, 1996 et 2000.
  -  Médaille d'argent par équipe aux Championnats d'Europe de tir à l'arc 2010.